# Secusio monteironis
Secusio monteironis är en fjärilsart som beskrevs av W.Rothschild 1933. Secusio monteironis ingår i släktet Secusio och familjen björnspinnare. Inga underarter finns listade.